# Bdelyrus bromeliatilis
Bdelyrus bromeliatilis (лат.) — вид пластинчатоусых жуков рода Bdelyrus из подсемейства скарабеины (Scarabaeinae). Неотропика: Бразилия. Вид назван по роду растений, на которых была обнаружена типовая серия.

## Описание
Длина тела до 8,63 мм, ширина до 4,48 мм. Отличаются двумя мелкими ямками на пигидиуме самцов и их вытянутыми вершинами парамер. Глаза крупные. Клипеус выступает вперёд. Межглазничное расстояние равно 5,71 — 6,50 диаметрам глаз; клипеус лоб и щёки грубо пунктированные. Основная окраска тела коричневато-чёрная, блестящая. Навозный жук, населяет вечнозелёные тропические леса Амазонии. Встречается на феврале, марте, мае, июле, августе. Усики с 3-члениковой булавой. Задние голени с одной вершинной шпорой. Вид был впервые описан в 1998 году канадским энтомологом Джойсом Куком (Joyce Cook, North Augusta, Онтарио, Канада) по материалам, собранным в Боливии.